# Špela Škulj
Špela Škulj, slovenska fotografinja in oblikovalka svetlobe, *1982, Šempeter pri Gorici.
Špela Škulj je po izobrazbi kulturologinja. Kot umetnica se je že predstavljala na samostojnih in skupinskih razstavah v Sloveniji in tujini. V svojih delih velikokrat zajema teme, kot so okolje, ekologija in vpliv človeka na naravo.
Prejela je več priznanj, med drugim je zmagovalka natečaja za fotoknjigo (2016) v organizaciji Galerije Photon ter dvakratna nominiranka za nagrado skupine OHO (2019, 2022).